# Круппи

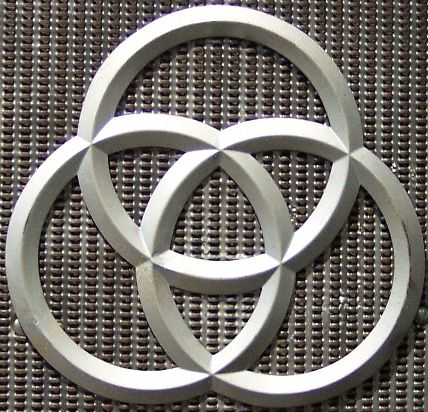
Символ родини Круппів

Круппи (нім. Krupp) — родина значних німецьких підприємців, промисловців, піонерів сталеливарної промисловості, зброярського виробництва Європи та світу XIX — першої половини XX ст.

## Історія

### Підприємці
Родина Крупп вперше згадується в офіційних документах у 1587 році. Вони переселилися з Нідерландів, де проживали у сільській місцевості. Круппи переселяються до міста Ессен у герцогстві Берг, рятуючись від релігійних переслідувань.
Першим відомим представником є Арндт Крупп, який торгував вином, бакалейними товарами з Нідерландів, продавав худобу. Він зажив достатніх статків, щоб стати членом Торговельної спілки Ессена. Його відрізняли енергійність, впевненість у собі. Це дозволило досить суттєво розвинути торговельну справу Круппів. Поступово він став відігравати значну роль у житті міста. Особливо вплив Круппа посилився після одруження його дочки Катарини з представником заможної родини Ессена — Олександром Гюссеном.
Нащадки Арндта Круппа займалися не лише підприємництвом, а й громадською діяльністю. Онук Арндта — Матіас у 1649 році стає головним управляючим міста, а його сини Георг Дітріх та Арнольд — також головним управляючим та бурмістром міста відповідно. Особливо відзначився Георг Дітріх, який багато зробив для шкільної освіти міста.

### Промисловці
Генріх Вільгельм Крупп (1711—1760) першим звернув увагу на розвиток поблизу Ессена гірничого промислу й вирішив зайнятися цією справою. Витративши казенні гроші, він купив копальню, яку назвав на честь сина Арнольда — АК. Проте копальня не виправдала себе. Після смерті Генріха Вільгельма усе майно було розпродано на аукціоні.
Інший представник роду Круппів Фрідріх Йодокус (1706—1757) не особливо цікавився промисловими справами. Проте його дружина — Хелена-Амалія Ашерфельд (1732—1810) після смерті чоловіка вирішила розширили статки. Вона купує металургійний завод «Добра Надія». Багато інвестує у виробництво тканин та лляних виробів. У 1806 році Хелена-Амалія купила три шахти поблизу міста Верден, а після цього ще чотири. На момент смерті у 1810 році вона мала загалом 31 об'єкт нерухомості.
Багато для розвитку справи Круппів зробив онук Хелени-Амалії — Фрідріх, який у 1811 купив сталеливарний завод, а у 1819 році побудував новий. Разом з тим, Фрідріх не досить ретельно вів свої фінансові справи. Врешті-решт він практично став банкрутом.
Справжнім засновником фінансової та промислової потуги родини став син Фрідріха — Альфред Крупп. При ньому було відроджено сталеливарну фабрику, винайдено нові засоби лиття сталі, штампування. Альфред першим з Круппів зайнявся виробництвом зброї. В усіх напрямках він досяг значного успіху. Товари з емблемою «Круппи» стали всесвітньовідомими. Саме Альфред Крупп вигадав виробничий символ Круппів, що складався з трьох сплетених кілець.
Його син — Фрідріх Альфред продовжив справу батька. На його виробництвах працювало 45 тисяч робітників. Крім того, він багато уваги приділяв соціальному забезпеченню працівників. Водночас був політичним діячем — з 1893 до 1898 року обирався членом Рейхстагу, де примикав до партії Вільних консерваторів.
Донька Фрідріха Альфреда — Берта Крупп- успадкувала справу. Її чоловік — Густав фон Болен взяв прізвище свого тестя. Разом вони продовжили справу попередників. Проте фінансовий стан фірми «Крупп» сутєєво погіршився після Першої світової війни. Густава Круппа було навіть заарештовано. В цілому фірма зазначала значних збитків. Врятувало становище допомога уряду Німеччини. У 1921 році Густав Крупп стає головою Німецької промислової спілки. У 1943 році він відійшов від справ. Очолив фірму старший сина Густава — Альфрід Крупп.
Альфрід Крупп брав участь у справах промисловості нацистської Німеччини. Тому після війни — 11 квітня 1945 року — він був заарештований. До 1953 року він не мав можливості впливати чи керувати своїм виробництвом. Опісля звільнення Альфрід Крупп став відлюдькуватим, а 30 липня 1967 року помер. Він став останнім з родини Круппів. Згідно із заповітом Альфріда Круппа, все виробництво передано установі, доходи від якого спрямовуються на науково-філантропічні цілі.

### Від Фріда Круппа до Тіссена Круппа
Альфрід одружувався двічі, обидва закінчилися розлученням, і за сімейною традицією він виключив своїх братів і сестер з управління компанією. Він помер в Ессені в 1967 році, і перетворення компанії було завершено наступного року з капіталом у 500 мільйонів марок, при цьому Бейц очолював Фонд Альфріда Круппа фон Болена і Гальбаха і головою правління корпорації до 1989 року. Між 1968 і 1990 роками Фонд надав гранти на загальну суму близько 360 мільйонів марок. У 1969 році вугільні шахти були передані Ruhrkohle AG. Stahlwerke Südwestfalen була куплена для нержавіючої сталі, а Polysius AG і Heinrich Koppers для інженерії та будівництва промислових підприємств.
На початку 1980-х років компанія виділила всю свою операційну діяльність і була реструктуризована в холдингову компанію. ВДМ «Нікель-Технологія» була куплена в 1989 році для високоефективних матеріалів, машинобудування та електроніки. Того року Герхард Кромм став головою та головним виконавчим директором Krupp. Після ворожого поглинання конкурентного металургійного підприємства Hoesch AG у 1990—1991 роках компанії були об'єднані в 1992 році як «Fried. Krupp AG Hoesch Krupp» під керівництвом Cromme. Після закриття одного головного сталеливарного заводу та звільнення 20 000 співробітників компанія мала виробничі потужності близько восьми мільйонів метричних тонн і обсяг продажів близько 28 мільярдів німецьких марок (18,9 мільярда доларів США). Новий Krupp мав шість підрозділів: сталеливарний, машинобудівний, заводобудівний, автомобільні постачання, торгівля та послуги. Після двох років важких збитків у 1994 році прийшов невеликий чистий прибуток у розмірі 40 мільйонів німецьких марок (29,2 мільйона доларів США).
У 1997 році Крупп зробив спробу ворожого поглинання більшого Thyssen, але ця заявка була відхилена після опору керівництва Thyssen і протестів його працівників. З усім тим, Thyssen погодився об'єднати виробництво плоскої сталі двох фірм, і Thyssen Krupp Stahl AG була створена в 1997 році як дочірня компанія, що перебуває у спільній власності (60 % Thyssen і 40 % Krupp). Близько 6300 робітників було звільнено. Пізніше того ж року Krupp і Thyssen оголосили про повне злиття, яке завершилося в 1999 році з утворенням ThyssenKrupp AG. Кромм і Еккехард Шульц були призначені співкерівниками нової компанії, яка працює в усьому світі в трьох основних сферах бізнесу: сталь, капітальні товари (ліфти та промислове обладнання) та послуги (спеціальні матеріали, екологічні послуги, машинобудування та послуги риштувань).